# Horváth-kastély (Backamadaras)
A Horváth-kastély vagy Horváth–Petrichevich-kúria Romániában, Maros megyében, Backamadarason található.

## Története
A kastély épületét építtető család, a török előrenyomulás elől a 16. század végén Erdélybe menekülő, majd a 17. században a fejedelemség életében fontos szerepet játszó Petrichevich-Horváth család backamadarasi birtoklásának kezdetét homály fedi. Az ismert 18. századi birtokosok sorában nem szerepelnek; Horváth Albert császári kamarás az első, akinek itteni birtokról tudunk. Nagy valószínűséggel a család korábban sem rendelkezett Madarason birtokkal, így Horváth Albert az 1826-ban feleségül vett báró Szentkereszti Zsuzsa örökségeként tesz szert a kúria mai telkére, ahol a katonai felmérés szerint már állt egy kisebb lakóépület. Szerkezeti felépítése és a csekély számú tagoló- és díszítőeleme alapján a ma álló udvarház építésének időpontját a művészettörténeti szakirodalom a 19. század első felére teszi. 
Az építkezés és az udvarház berendezése a birtoktörténeti adatok alapján akár az 1840-60-as években aulikus érzelmeinek köszönhetően fényes hivatali pályát befutó Petrichevich-Horváth Albert, Háromszék főkirálybírája, császári és királyi kamarás és kiskeresztes vitéz nevéhez is köthető. Petrichevich-Horváth udvarházként tartják nyilván, később Sándor László alispán bírta. 1925-ben a község megvásárolta, azóta a községháza (Polgármesteri Hivatal) székhelye.

## Leírása
Udvarháza az erdélyi barokk udvarház-építészetben gyakori előreugró tornáccal kialakított alaprajzi formát követ. Előreugró tornácán három toszkánfejes oszlop és két árkádíves bejárat van. 